# Het rode oog
Het rode oog is het 76ste stripverhaal van Jommeke. De reeks wordt getekend door striptekenaar Jef Nys.

## Personages
- Jommeke
- Flip
- Filiberke
- gravin Elodie van Stiepelteen
- baron Odilon van Piependale
- Nachar
- kleine rollen : Annemieke, Rozemieke, Choco, Pekkie, Fifi, Engelse toerist, verschillende Indiërs

## Verhaal
Gravin Elodie van Stiepelteen en baron Odilon van Piependale besluiten eindelijk op huwelijksreis te trekken en vragen Jommeke en zijn vrienden om in hun kasteel op Fifi te passen. Tijdens hun reis door India brengen de gravin en Odilon onder meer een bezoek aan een tempel met een groot Boeddhabeeld dat bekend is om de twee rode ogen in het beeld. Tijdens hun bezoek wordt echter ontdekt dat een van de rode ogen verdwenen is. De lokale gemeenschap is woedend en wil het oog terug vinden. Bij hun terugkeer naar het hotel krijgen de gravin en Odilon van een andere toerist een pakje in bewaring, een souvenir dat hij later die avond terug zou ophalen. De lokale gidsen denken even later dat die toerist de dief is, maar vinden het oog niet bij hem. De gids Nachar besluit toch om hem verder te volgen. Ondertussen wordt Odilon in het hotel ernstig ziek. Hij heeft de 'olifantenkoorts', waardoor de gravin en Odilon besluiten om direct terug naar huis te vertrekken. De toerist komt nog het pakje ophalen, maar zij zijn dan al vertrokken en hebben het pakje per ongeluk mee naar huis. Het hotel geeft echter het adres van de gravin aan de toerist en even later ook aan Nachar die de Engelse toerist was gevolgd.
Even later komen de gravin en Odilon weer thuis. Ze vinden het kasteel in volle chaos terug. Fifi, Pekkie en Choco hebben de hele inboedel overhoop gehaald. De vrienden besluiten de gravin te helpen om op te ruimen. In haar bagage vinden ze ook het pakje van de toerist. Het blijkt het gestolen rode oog te zijn. De gravin en Odilon willen het oog zo snel mogelijk uit huis omdat ze denken dat de ziekte van Odilon een straf is. Jommeke vermoedt dat er iets bijzonders met het oog moet zijn en laat het onderzoeken door professor Gobelijn. Die ontdekt dat het om een reuzerobijn gaat. Terug in het kasteel komt ook de Engelse toerist aan die het pakje terugvraagt. Hij bekent de diefstal maar eist het terug. De gravin wil het echter niet teruggeven. Wanneer ook Nachar zijn opwachting maakt met bedreigingen, besluiten Jommeke, Filiberke en Flip naar India te reizen om het oog terug te brengen. De toerist wordt wijs gemaakt dat het oog in de vijver gegooid werd en Nachar wordt verteld dat het oog terug naar India is. Wanneer die de gravin niet wil geloven, besluiten ze hem onder de bedreiging van Fifi gevangen te houden en mee te laten schoonmaken.
In India slagen de vrienden er met een list in om ongemerkt de tempel binnen te geraken en het oog terug in het beeld te steken. De lokale gemeenschap is verheugd en Nachar wordt op de hoogte gebracht. Hij dankt de gravin en de vrienden voor hun eerlijkheid en ontmoet bij zijn terugkeer nog de dief die nog steeds in het water op zoek is naar het oog.

## Achtergronden bij dit verhaal
- Dit verhaal wijkt af van de klassieke schatten- en dievenverhalen in de reeks. De gestolen schat is enkel bij de vrienden bekend en wordt aan de eigenaars teruggegeven zonder dat zij dit weten. Ook wordt de dief niet gestraft.
- De gravin en baron maken na 50 albums nog eens hun opwachting in de reeks. Later zullen zij vaste veel voorkomende personages in de reeks worden.
- De vrienden trekken na het album 'Filiberke gaat trouwen' voor de tweede keer naar India. In de albums 'De zingende oorbellen' en 'Het kristallen eendje' trokken ze naar fictieve landen in de buurt van India.
- Het is een enigszins opvallende keuze om het verhaal met het Boeddhabeeld in India te laten afspelen, gezien slechts 1% van de Indische bevolking boeddhist is. In het verhaal wordt daar echter ook naar verwezen.